# Astraptes fulgerator
Astraptes fulgerator je denní motýl z čeledi soumračníkovitých.

## Vzhled
Tento motýl má modré tělo, kolem kterého má i modrá křídla. Ta ovšem postupně přechází v hnědou, poté má bílý pruh a opět hnědá křídla. Křídla jsou o něco větší než tělo. Jeho housenka má žlutočerně pruhované tělo a červenočerně pruhované břicho.

## Výskyt
Vyskytuje se na poměrně velkém území a sice od jihu USA po sever Argentiny.